# Olivier Deprez
Pour les articles homonymes, voir Deprez.
Olivier Deprez, né le 13 octobre 1966 à Binche (province de Hainaut), est un artiste, graveur, peintre, écrivain, réalisateur, théoricien et auteur de bande dessinée belge. Membre fondateur du collectif Frigoproduction, des Éditions Fréon et Frémok, connu pour l’adaptation en gravure sur bois du Château de Kafka.

## Biographie

### Jeunesse et formation
Olivier Deprez naît le 13 octobre 1966 à Binche. Il a un frère jumeau : Denis. Il est passionné de littérature, grand lecteur de Marcel Proust, Dante ou Joyce.
Deprez fréquente le cours de bande dessinée à l'Institut Saint-Luc de Bruxelles qu'il termine en 1992.

### Carrière
En 1991, il participe à la création de la maison d'édition de bande dessinée Fréon, qui devient ensuite Frémok en 2003.
En 1999, il participe au projet Terre-Neuve de l’association Recyclart dont le but premier est de transformer la rupture urbaine provoquée par la jonction Nord-Midi avec les sixième et douzième panneaux d'une superficie d'environ 16 m2.
En 2002, il publie aux éditions FRMK, Le Château de Kafka, un volume de grand format de plus de 200 pages, qui est le résultat d'au moins sept ans de travail, si l’on inclut dans la genèse du projet les premières ébauches livrées dans la revue Fréon. En 2006, à la faveur du spectacle The attendant gallery, il rencontre le comédien Miles O’Shea. Tous deux avec l’aide d’Alexia de Visscher, ils créent Black book black, un projet itinérant dédié à la gravure, au noir et au livre. La Commission d’aide à la bande dessinée de la Communauté française de Belgique est intéressée par la fraîcheur et l’audace graphique de la collection « Flore » (FRMK) accueillant de jeunes auteurs et participe à l’édition Blackbookblack.
En 2008, il publie Rembrandt, en collaboration avec Denis Deprez aux éditions Casterman. Les deux frères s’attachent à rendre certains moments de la vie du peintre à travers deux prismes : l’art et l’amour. Il enrichit la collection « Flore » aux éditions Frémok en 2009 avec Lenin kino sous-titré méditation graphique. La même année, il inaugure une collection de livres d’artistes avec On va tuer Adams aux éditions bruxelloises Lustre.
Il est impliqué dans les projets de La « S » Grand Atelier à Vielsalm qui a produit l’ouvrage collectif Match de
catch à Vielsalm en 2005. Olivier Deprez travaille en collaboration avec Adolpho Avril sur un récit intitulé Après la mort, après la vie publié dans la collection « Amphigouri » aux éditions Frémok en 2014, et sur un film d’animation. Il anime également le projet d’atelier artistique WREK.
Deprez participe également à plusieurs ouvrages collectifs : Le Cheval sans tête publié par Amok éditions en 1996, Match de catch à Vielsalm (FRMK, 2009) et Chine : regards croisés dans la collection « Écritures » aux éditions Casterman (2009), Grands Reporters - 20 histoires vraies (Les Arènes, 2012).
Ne disposant pas de presse, Olivier Deprez est devenu un graveur nomade. Il a notamment imprimé aux ateliers du Musée du dessin et de l'estampe originale de Gravelines un portfolio d’après Le Château de Franz Kafka. Le portfolio est acquis par la Fédération Wallonie-Bruxelles et conservé à la Bibliotheca Wittockiana.
Via la plateforme de financement participatif Ulule, il finance deux projets : Cinématogravures en 2015 et conçoit un portfolio intitulé Buildingwrek en 2019. Avec ses gravures sur bois, il élabore depuis plus de vingt ans une œuvre protéiforme mélangeant l’expression plastique et l’écriture.
L'artiste expose ses œuvres lors d'expositions collectives tant en Belgique qu'à l'étranger. Une grande exposition rétrospective Wrek, not work s'est tenue à la Bibliotheca Wittockiana en 2019-2020,.
Parallèlement, Olivier Deprez a enseigné dans plusieurs écoles supérieures d’arts graphiques.

### Vie privée
Olivier Deprez vit dans un village cévenol sur le causse de Blandas. Il a son atelier à Rogues.

## Œuvres

### Bandes dessinées
- Le Château[17],[18], Frémok, coll. « Amphigouri », Bruxelles, septembre 2003
Scénario, dessin et couleurs : Olivier Deprez -  (ISBN 293020401X),Réédition en 2018.  (ISBN 978-2-390-22013-8)
- Black book black, Frémok, coll. « Flore », Bruxelles, février 2008
Scénario et dessin : Olivier Deprez - Couleurs : noir et blanc -  (ISBN 978-2-350-65023-4),Avec jaquette.
- Rembrandt[10],[19], Casterman, Bruxelles, septembre 2008
Scénario, dessin et couleurs : Denis Deprez, Olivier Deprez -  (ISBN 9782203007345)
- Lenin kino[20], Frémok, coll. « Flore », Bruxelles, 2009
Scénario et dessin : Olivier Deprez - Couleurs : noir et blanc -  (ISBN 978-2-35065-036-4),Avec jaquette.
- Après la mort, après la vie, Frémok, coll. « Amphigouri », Bruxelles, 24 avril 2014
Scénario : Adolpho Avril - Dessin et couleurs : Olivier Deprez -  (ISBN 978-2-930204-75-8),Format à l'italienne.

### Collectifs
- Le Cheval sans tête, Amok éditions, 1996
Scénario et dessin : collectif dont Olivier Deprez - Couleurs : noir et blanc -  (ISBN 9782203007345)
- Le Coup de grâce, La Cinquième Couche, Bruxelles, 26 août 2006
Scénario et dessin : collectif dont Olivier Deprez - Couleurs : quadrichromie -  (ISBN 9782930356297)
- Match de catch à Vielsalm[21], Frémok, mai 2009
Scénario et dessin : collectif dont Olivier Deprez - Couleurs : noir et blanc -  (ISBN 978-2-350-65031-9)
- Chine : regards croisés, Casterman, coll. « Écritures », Bruxelles, avril 2009
Scénario : Vivavong - Dessin : collectif dont Olivier Deprez - Couleurs : noir et blanc -  (ISBN 9782203015944)
- Grands Reporters - 20 histoires vraies[22], Les Arènes, Paris, 27 septembre 2012
Scénario et dessin : collectif dont Olivier Deprez - Couleurs : Quadrichromie -  (ISBN 978-2-352-04212-9),Participation : L’Amour à la Chinoise.

### Autres publications
- Wrek The Algorithm[23] !, Images, 2019
Scénario et dessin : Olivier Deprez - Couleurs : noir et blanc -  (ISBN 978-2-9602112-1-4)
- (en) Sébastien Conard (dir.), Benoît Crucifix, Jan Baetens, Ilan Manouach, Benjamin Monti, Olivier Deprez et al., Post-Comics : Beyond Comics, Illustration and the Graphic Novel, Alost, Gand, Het Balanseer, KASK School of Arts, 1er janvier 2020, 128 p., ill. (ISBN 9789079202713 et 9079202711).

### Illustrations
- Construction d'une ligne T.G.V., Jan Baetens, Maisonneuve et Larose, coll. « Hors Collection » (no 1), 2003  (ISBN 9782706817823)
- Autres nuages, Jan Baetens, Les Impressions nouvelles, 2012  (ISBN 978-2-87449-132-0)
- La Légende et les aventures héroïques, joyeuses et glorieuses d’Ulenspiegel et de Lamme Goedzak au pays de Flandre et ailleurs[24] de Charles de Coster, Fédération Wallonie-Bruxelles, Labor, 2017  (ISBN 978-2-87568-150-8).

### Catalogues d'expositions
- Wrek not work[25], FRMK et Bibliotheca Wittockiana, 2020
Scénario et dessin : Olivier Deprez - Couleurs : noir et blanc,(ISBN 9782873060047) édité erroné.

### Écrits
- « Limites, Coupures, Matières », Otrante, Kimé, no 13,‎ mars 2003 (ISBN 2-84174-305-5).
- « Wrek not work : tribune d'Olivier Deprez », Belazine,‎ 22 mai 2020 (lire en ligne, consulté le 17 juin 2023).

### Conférences
- Au-delà de la bande dessinée, nouvelles formes dans l’art séquentiel[26], Institut supérieur pour l’étude du langage plastique (ISLP), Bruxelles, le 12 mai 2005.

### Expositions

#### Expositions individuelles
- Wrek, not work[14], rétrospective Olivier Deprez, Bibliotheca Wittockiana, Bruxelles du 30 septembre 2019 au 18 janvier 2020.

#### Expositions collectives
- Frémok, vie et mort de Fréon triomphante[26], ISLP, Bruxelles du 22 avril au 2 juillet 2005 ;
- Génération spontanée[27], Espace Franquin, Angoulême du 27 au 30 janvier 2011 ;
- Play with us[28], Galerie Champaka, Bruxelles du 21 mars au 15 avril 2012 ;
- Bande dessinée contemporaine et poésie graphique[29], Galerie 100 Titres, Bruxelles du 10 mars au 1er avril 2018 ;
- Frans Masereel et Olivier Deprez : Serial Graveurs[30], Musée du dessin et de l'estampe originale de Gravelines, du 20 octobre 2018 au 17 février 2019 ;
- Antécédents Multiples[13], La Part du feu, Bruxelles du 8 au 29 mai 2021.

### Collections publiques
3 œuvres de cet artiste sont conservées au Centre de la gravure et de l'image imprimée à La Louvière.

#### Livres
: document utilisé comme source pour la rédaction de cet article.
- Jacques Fiérain, « Deprez, Denis et Olivier », dans La BD à Bruxelles et en Brabant, Charleroi, Éd. l'Âge d'or, avril 2003, 144 p., ill. ; 31 cm (ISBN 9782960119664 et 2960119665, OCLC 470388171, présentation en ligne), p. 37.
- Le 9e Rêve no 6, Bruxelles, Institut Saint-Luc de Bruxelles, École de recherche graphique, 2006, 144 p. (présentation en ligne), p. 35, 42.
- Thierry Bellefroid et Jean-Marie Derscheid, « Deprez Olivier Dessinateur - Scénariste », dans 77 auteurs de bande dessinée en Wallonie et à Bruxelles, Bruxelles, Wallonie-Bruxelles International, 2017, 128 p. (ISBN 2-930071-83-4, lire en ligne), p. 45. .

#### Articles
- Jan Baetens, « Olivier Deprez et les frontières de la bande dessinée », Relief, Utrecht Publishing & Archiving Services, no 2,‎ 2008, p. 381-397 (ISSN 1873-5045, lire en ligne)
- Olivier Deprez, Adolpho Avril, « Fumetti no 47 : Cahier bande dessinée contemporaine », Multitudes, no 47,‎ avril 2011, p. 197-200 (lire en ligne).

### Vidéographie
- Texte - images sur Sonuma, Hergé, François Schuiten, Benoît Peeters, Claude Renard, Alain Goffin, Antonio Cossu, Philippe Foerster, Gérard Goffaux, Éric Poelaert, Louis Joos, Blaise Dehon, Thierry Van Hasselt, Didier Platteau, Pierre Pourbaix, Nicolas Vadot, Denis et Olivier Deprez (Intervenants), En toutes lettres - Texte - images, film de Guy Lejeune (scénario) et Miguel Rivière (interviews), diffusé sur la RTBF le 12 novembre 1994 (54 min 6 s).